# さとえ学園小学校
さとえ学園小学校（さとえがくえんしょうがっこう）は、埼玉県さいたま市北区本郷町にある私立小学校。

## 概要
学校法人佐藤栄学園。敷地はかつての見沼にあたる場所で、東大宮操車場に隣接している。世界のリーダーとして活躍出来る人間を目指す子供達の個性や能力を伸ばす教育をモットーにしており、学校内に水族館やプラネタリウムを併設するなど、教育設備に力を入れている。また、運営校の佐藤栄学園が教育目標として掲げる道徳教育も導入しており、礼儀作法等の「豊かな心」を培う学校教育を行っている。卒業後の進路は系列校の栄東中学校やその他有名国私立中学へ進学する生徒が多い。

## 沿革
- 2003年 - さとえ学園小学校開設。
- 2006年3月 - 新校舎の建設工事開始。
- 2007年4月 - 新校舎が完成。
- 2007年9月 - グラウンド改修工事完了。
- 2018年7月 - 児童1人に対してiPadを1台、学校から貸し出される制度が開始される。
- 2020年3月 - 新型コロナウイルスによる臨時休校の措置がとられた際、iPadを活用してオンライン授業による授業の再開がスムーズにできた。
- 2021年4月 - 学校からiPadを貸し出される制度から、個人で端末を購入する制度へと切り替えされる。

## 交通
- 東日本旅客鉄道（JR東日本）宇都宮線「東大宮駅」より徒歩15分。
- 児童専用の送迎スクールバスを運行している（土呂駅・宮原駅・日進駅・大宮公園駅）。